# Papinsaari (ö i Finland, Egentliga Tavastland, Tavastehus, lat 61,22, long 24,53)
Papinsaari är en ö i Finland. Den ligger i sjön Iso-Roine och i kommunen Tavastehus i den ekonomiska regionen  Tavastehus ekonomiska region  och landskapet Egentliga Tavastland, i den södra delen av landet, 120 km norr om huvudstaden Helsingfors. Öns area är 44 hektar och dess största längd är 1,2 kilometer i nord-sydlig riktning.